# Liga ACB 2024-25
La temporada 2024-25 de la Liga ACB fue la 42.ª temporada de la liga española de clubes de baloncesto de la era ACB. La temporada regular comenzó el 28 de septiembre de 2024 y finalizó el 25 de junio de 2025. El campeón fue el Real Madrid, que logró su título número 38.

## Equipos participantes

### Información de los equipos
| Equipo                 | Ciudad                     | Entrenador       | Pabellón                             | Aforo  | Proveedor | Patrocinador principal                     | Fundación |
| ---------------------- | -------------------------- | ---------------- | ------------------------------------ | ------ | --------- | ------------------------------------------ | --------- |
| BAXI Manresa           | Manresa                    | Diego Ocampo     | Pavelló Nou Congost                  | 5000   | Pentex    | Baxi                                       | 1931      |
| Casademont Zaragoza    | Zaragoza                   | Porfirio Fisac   | Pabellón Príncipe Felipe             | 10 744 | Mercury   | Casademont                                 | 2002      |
| C. B. Gran Canaria     | Las Palmas de Gran Canaria | Jaka Lakovič     | Gran Canaria Arena                   | 11 500 | Spalding  | Cabildo de Gran Canaria                    | 1963      |
| Força Lleida           | Lérida                     | Gerard Encuentra | Pabellón Barris Nord                 | 6000   | Pentex    | Hiopos                                     | 2012      |
| F. C. Barcelona        | Barcelona                  | Joan Peñarroya   | Palau Blaugrana                      | 7585   | Nike      | Assistència Sanitària                      | 1926      |
| Club Joventut Badalona | Badalona                   | Daniel Miret     | Palacio Mun. De Deportes de Badalona | 12 760 | Joma      | Fundación Probitas                         | 1930      |
| La Laguna Tenerife     | San Cristóbal de La Laguna | Txus Vidorreta   | Pabellón Insular Santiago Martín     | 5100   | Austral   | Turismo de Tenerife                        | 1939      |
| Bàsquet Girona         | Gerona                     | Fotis Katsikaris | Fontajau                             | 5500   | Puma      | FIATC                                      | 2014      |
| Covirán Granada        | Granada                    | Pablo Pin        | Palacio Municipal de Deportes        | 9000   | Vive      | Covirán                                    | 2012      |
| Real Madrid            | Madrid                     | Chus Mateo       | Movistar Arena                       | 17 500 | Adidas    | Autohero                                   | 1931      |
| Río Breogán            | Lugo                       | Veljko Mršić     | Pazo dos Deportes                    | 5310   | Hummel    | Río de Galicia                             | 1966      |
| Baskonia               | Vitoria                    | Pablo Laso       | Fernando Buesa Arena                 | 15 504 | Puma      | Kosner                                     | 1959      |
| Surne Bilbao Basket    | Bilbao                     | Jaume Ponsarnau  | Bilbao Arena                         | 10 014 | Hummel    | Surne                                      | 2000      |
| Unicaja Málaga         | Málaga                     | Ibon Navarro     | Martín Carpena                       | 11 300 | Joma      | Unicaja Banco                              | 1977      |
| UCAM Murcia            | Murcia                     | Sito Alonso      | Palacio de los Deportes de Murcia    | 7348   | Nike      | Universidad Católica San Antonio de Murcia | 1985      |
| Valencia Basket        | Valencia                   | Pedro Martínez   | Pabellón Municipal Fuente San Luis   | 8500   | Luanvi    | Pamesa Cerámica                            | 1986      |
| Leyma Coruña           | La Coruña                  | Diego Epifanio   | Coliseum de La Coruña                | 9300   | PG        | Leyma                                      | 1996      |
| MoraBanc Andorra       | Andorra la Vieja           | Natxo Lezkano    | Polideportivo de Andorra             | 5000   | Kappa     | Morabanc                                   | 1970      |

### Cambios de entrenadores
| Equipo              | Entrenador       | Tipo de salida            | Fecha de vacante        | Entrenador entrante | Fecha de nombramiento   |
| ------------------- | ---------------- | ------------------------- | ----------------------- | ------------------- | ----------------------- |
| Baskonia            | Duško Ivanović   | Fin de contrato           | 27 de mayo de 2024      | Pablo Laso          | 28 de junio de 2024     |
| Baxi Manresa        | Pedro Martínez   | Firmó con Valencia Basket | 29 de mayo de 2024      | Diego Ocampo        | 17 de junio de 2024     |
| Valencia Basket     | Xavi Albert      | Fin de interinidad        | 29 de mayo de 2024      | Pedro Martínez      | 29 de mayo de 2024      |
| Barça               | Roger Grimau     | Despedido                 | 8 de junio de 2024      | Joan Peñarroya      | 14 de junio de 2024     |
| Breogán             | Veljko Mršić     | Despedido                 | 3 de diciembre de 2024  | Luis Casimiro       | 4 de diciembre de 2024  |
| Bàsquet Girona      | Fotis Katsikaris | Despedido                 | 14 de diciembre de 2024 | Moncho Fernández    | 16 de diciembre de 2024 |
| Morabanc Andorra    | Natxo Lezkano    | Despedido                 | 22 de enero de 2025     | Joan Plaza          | 23 de enero de 2025     |
| Casademont Zaragoza | Porfirio Fisac   | Despedido                 | 1 de mayo de 2025       | Rodrigo San Miguel  | 23 de enero de 2025     |

### Árbitros
| Nº | Árbitro                      | CCAA                 | Antigüedad | Internacional | Internacional desde |
| -- | ---------------------------- | -------------------- | ---------- | ------------- | ------------------- |
| 15 | Juan Carlos García González  | País Vasco           | 28         | Euroliga      | 2003                |
| 20 | Òscar Perea Lorente          | Cataluña             | 25         | —             |                     |
| 22 | Francisco Araña Santana      | Canarias             | 25         | FIBA          | 2007                |
| 27 | Antonio Conde Ruiz           | Andalucía            | 24         | FIBA          | 2004                |
| 31 | Carlos Peruga Embid          | Aragón               | 24         | Euroliga      | 2012                |
| 35 | Emilio Pérez Pizarro         | Castilla-La Mancha   | 25         | Euroliga      | 2003                |
| 43 | Benjamín Jiménez Trujillo    | Andalucía            | 21         | Euroliga      | 2011                |
| 44 | Carlos Cortés Rey            | Galicia              | 22         | Euroliga      | 2010                |
| 50 | Luis Miguel Castillo Larroca | Región de Murcia     | 18         | FIBA          | 2015                |
| 53 | Rubén Sánchez Mohedas        | País Vasco           | 16         | —             |                     |
| 54 | Fernando Calatrava Cuevas    | Comunidad Valenciana | 15         | FIBA          | 2003                |
| 55 | Jorge Martínez Fernández     | Castilla y León      | 15         | —             |                     |
| 57 | Sergio Manuel Rodríguez      | País Vasco           | 13         | FIBA          | 2019                |
| 59 | Juan de Dios Oyón Cauqui     | Cataluña             | 13         | —             |                     |
| 60 | Rafael Serrano Velázquez     | Comunidad de Madrid  | 12         | —             |                     |
| 61 | Jordi Aliaga Solé            | Cataluña             | 12         | Euroliga      | 2016                |
| 63 | Martín Caballero Madrid      | Comunidad de Madrid  | 11         | —             |                     |
| 64 | Raúl Zamorano Sánchez        | Comunidad de Madrid  | 10         | FIBA          | 2019                |
| 65 | Esperanza Mendoza Holgado    | Extremadura          | 8          | FIBA          | 2017                |
| 66 | Alfonso Olivares Iglesias    | Comunidad de Madrid  | 8          | —             |                     |
| 67 | Arnau Padrós Feliu           | Cataluña             | 8          | FIBA          | 2021                |
| 68 | Alberto Sánchez Sixto        | Andalucía            | 8          | FIBA          | 2019                |
| 69 | Javier Torres Sánchez        | Aragón               | 8          | FIBA          | 2019                |
| 70 | Alberto Baena Arroyo         | Cataluña             | 7          | FIBA          | 2021                |
| 71 | Iyán González Gálvez         | Asturias             | 7          | FIBA          |                     |
| 72 | Carlos Merino Campos         | Comunidad de Madrid  | 7          | —             |                     |
| 73 | Yasmina Alcaraz Moreno       | Cataluña             | 6          | FIBA          | 2019                |
| 74 | Joaquín García González      | Andalucía            | 6          | FIBA          | 2021                |
| 75 | Roberto Lucas Martínez       | Aragón               | 6          | —             |                     |
| 76 | Vicente Martínez Silla       | Comunidad Valenciana | 6          | —             |                     |
| 77 | David Sánchez Benito         | Castilla y León      | 6          | —             |                     |
| 78 | Cristóbal Sánchez Cutillas   | Región de Murcia     | 6          | —             |                     |
| 79 | Fabio Fernández Esteban      | Comunidad de Madrid  | 5          | —             |                     |
| 80 | Andrés Fernández Carretero   | Cataluña             | 5          | —             |                     |
| 82 | Guillermo Ríos Marcos        | Galicia              | 2          | —             |                     |
| 83 | Igor Esteve Malmierca        | Castilla y León      | 1          | FIBA          |                     |

## Temporada regular

### Clasificación
|                                       | Equipo                 | J  | G  | P  | %    | PF    | PC    | DP   |
| ------------------------------------- | ---------------------- | -- | -- | -- | ---- | ----- | ----- | ---- |
| 1                                     | Real Madrid            | 34 | 30 | 4  | 88,2 | 2.967 | 2.641 | 326  |
| 2                                     | Valencia Basket        | 34 | 25 | 9  | 73,5 | 3.289 | 2.910 | 379  |
| 3                                     | La Laguna Tenerife     | 34 | 25 | 9  | 73,5 | 2.970 | 2.827 | 143  |
| 4                                     | Unicaja Málaga         | 34 | 23 | 11 | 67,6 | 3.057 | 2.857 | 200  |
| 5                                     | Fútbol Club Barcelona  | 34 | 21 | 13 | 61,8 | 3.133 | 2.936 | 197  |
| 6                                     | Club Joventut Badalona | 34 | 20 | 14 | 58,8 | 2.892 | 2.828 | 64   |
| 7                                     | Dreamland Gran Canaria | 34 | 19 | 15 | 55,9 | 2.850 | 2.830 | 20   |
| 8                                     | Baskonia               | 34 | 19 | 15 | 55,9 | 3.026 | 3.015 | 11   |
| 9                                     | UCAM Murcia            | 34 | 17 | 17 | 50   | 2.796 | 2.779 | 17   |
| 10                                    | BAXI Manresa           | 34 | 17 | 17 | 50   | 2.957 | 2.884 | 73   |
| 11                                    | MoraBanc Andorra       | 34 | 14 | 20 | 41,2 | 2.980 | 3.093 | -113 |
| 12                                    | Casademont Zaragoza    | 34 | 13 | 21 | 38,2 | 3.034 | 3.087 | -53  |
| 13                                    | Río Breogán            | 34 | 13 | 21 | 38,2 | 2.692 | 2.949 | -257 |
| 14                                    | Bàsquet Girona         | 34 | 12 | 22 | 35,3 | 2.793 | 3.000 | -207 |
| 15                                    | Força Lleida           | 34 | 11 | 23 | 32,4 | 2.807 | 2.993 | -186 |
| 16                                    | Surne Bilbao Basket    | 34 | 11 | 23 | 32,4 | 2.783 | 2.874 | -91  |
| 17                                    | Covirán Granada        | 34 | 9  | 25 | 26,5 | 2.760 | 2.969 | -209 |
| 18                                    | Leyma Coruña           | 34 | 7  | 27 | 20,6 | 2.938 | 3.252 | -314 |
| Fuente: ACB; actualización automática |                        |    |    |    |      |       |       |      |

### Resultados
| Local \ Visitante | BAR    | BKN     | GIR    | BAX    | CAZ     | COV    | DGC    | HIO    | JOV    | LLT   | COR     | MBA     | RMB     | BRE    | SBB    | UCM    | UNI    | VBC    |
| ----------------- | ------ | ------- | ------ | ------ | ------- | ------ | ------ | ------ | ------ | ----- | ------- | ------- | ------- | ------ | ------ | ------ | ------ | ------ |
| Barça             | —      | 89–93   | 97–74  | 92–103 | 97–95   | 91–65  | 104–90 | 98–72  | 90–91  | 92–95 | 106–80  | 105–79  | 89–91   | 102–79 | 97–84  | 86–79  | 83–81  | 102–99 |
| Baskonia          | 110–98 | —       | 92–76  | 90–84  | 90–84   | 103–82 | 84–80  | 100–99 | 79–82  | 89–93 | 114–66  | 91–95   | 82–89   | 97–91  | 100–97 | 95–92  | 88–90  | 91–116 |
| Bàsquet Girona    | 91–90  | 96–67   | —      | 84–80  | 89–101  | 52–82  | 86–95  | 95–83  | 83–76  | 84–93 | 81–98   | 85–98   | 71–79   | 91–85  | 100–94 | 75–82  | 91–85  | 85–91  |
| Baxi Manresa      | 85–72  | 80–82   | 95–84  | —      | 95–83   | 93–86  | 79–58  | 89–95  | 87–72  | 86–83 | 104–89  | 107–111 | 65–67   | 93–104 | 89–74  | 80–74  | 109–69 | 77–73  |
| Casademont Zgz    | 108–95 | 86–85   | 96–68  | 92–93  | —       | 88–95  | 87–97  | 101–91 | 96–95  | 89–93 | 84–76   | 86–75   | 89–104  | 111–53 | 82–71  | 79–88  | 84–69  | 71–115 |
| Coviran Granada   | 86–93  | 73–75   | 78–74  | 86–80  | 97–91   | —      | 82–97  | 82–85  | 87–77  | 75–86 | 80–77   | 77–89   | 79–84   | 91–82  | 72–84  | 82–88  | 68–84  | 69–97  |
| Dreamland GC      | 74–77  | 92–86   | 89–84  | 94–89  | 96–94   | 98–83  | —      | 94–90  | 79–68  | 67–70 | 80–72   | 94–106  | 54–69   | 73–82  | 80–67  | 69–76  | 91–89  | 97–94  |
| Hiopos Lleida     | 74–78  | 74–78   | 85–90  | 83–81  | 97–91   | 87–74  | 88–78  | —      | 81–86  | 72–84 | 101–106 | 80–70   | 84–95   | 94–81  | 84–66  | 79–77  | 69–98  | 67–76  |
| Joventut          | 86–93  | 90–71   | 83–68  | 85–92  | 89–79   | 96–82  | 89–78  | 92–72  | —      | 93–86 | 107–104 | 93–86   | 80–76   | 70–76  | 87–79  | 91–76  | 75–79  | 89–104 |
| La Laguna TFE     | 91–95  | 88–80   | 100–80 | 94–86  | 106–97  | 95–87  | 84–74  | 91–88  | 82–81  | —     | 92–83   | 96–84   | 68–79   | 96–83  | 86–75  | 82–74  | 78–91  | 99–102 |
| Leyma Coruña      | 93–92  | 101–105 | 89–99  | 74–89  | 110–86  | 93–89  | 90–98  | 97–84  | 85–94  | 62–87 | —       | 91–104  | 86–85   | 98–106 | 79–100 | 78–86  | 83–90  | 91–99  |
| MoraBanc And      | 91–113 | 93–88   | 97–106 | 83–81  | 79–86   | 87–71  | 71–91  | 96–79  | 86–99  | 83–92 | 112–87  | —       | 84–100  | 93–101 | 84–81  | 71–83  | 89–106 | 86–84  |
| Real Madrid       | 73–71  | 83–78   | 95–67  | 86–61  | 101–95  | 79–67  | 83–77  | 85–78  | 86–73  | 96–86 | 90–74   | 98–97   | —       | 106–69 | 88–70  | 80–75  | 90–77  | 96–89  |
| Río Breogán       | 77–70  | 88–82   | 77–74  | 79–88  | 90–85   | 74–92  | 74–82  | 77–81  | 65–82  | 78–79 | 83–80   | 94–74   | 69–79   | —      | 76–71  | 70–86  | 81–79  | 75–87  |
| Surne Bilbao      | 68–85  | 67–69   | 96–83  | 88–73  | 104–111 | 91–88  | 96–78  | 91–75  | 79–95  | 65–75 | 79–67   | 82–74   | 83–79   | 90–72  | —      | 80–83  | 81–86  | 98–103 |
| UCAM Murcia       | 90–95  | 82–91   | 64–76  | 81–71  | 88–74   | 84–81  | 63–83  | 88–81  | 100–83 | 77–78 | 105–93  | 79–85   | 64–85   | 79–63  | 89–83  | —      | 77–89  | 88–96  |
| Unicaja           | 103–96 | 94–73   | 90–73  | 105–97 | 85–71   | 95–78  | 88–94  | 101–63 | 78–83  | 84–81 | 114–105 | 98–80   | 105–107 | 86–77  | 96–79  | 104–93 | —      | 94–86  |
| Valencia Basket   | 86–100 | 125–128 | 98–78  | 112–96 | 111–82  | 120–94 | 86–79  | 107–92 | 84–60  | 96–81 | 127–81  | 89–88   | 85–84   | 108–61 | 89–70  | 71–86  | 84–75  | —      |

## Playoffs
|  | Cuartos de final | Cuartos de final       | Cuartos de final | Cuartos de final   | Cuartos de final |    |                 | Semifinales | Semifinales | Semifinales | Semifinales | Semifinales | Semifinales | Semifinales |  |   | Final       | Final | Final | Final | Final | Final | Final |  |
|  |                  |                        |                  |                    |                  |    |                 |             |             |             |             |             |             |             |  |   |             |       |       |       |       |       |       |  |
|  |                  |                        |                  |                    |                  |    |                 |             |             |             |             |             |             |             |  |   |             |       |       |       |       |       |       |  |
|  | 1                | Real Madrid            | 82               | 112                |                  |    |                 |             |             |             |             |             |             |             |  |   |             |       |       |       |       |       |       |  |
|  | 1                | Real Madrid            | 82               | 112                |                  |    |                 |             |             |             |             |             |             |             |  |   |             |       |       |       |       |       |       |  |
|  | 8                | Baskonia               | 76               | 103                |                  |    |                 |             |             |             |             |             |             |             |  |   |             |       |       |       |       |       |       |  |
|  | 8                | Baskonia               | 76               | 103                |                  | 1  | Real Madrid     | 99          | 90          | 84          | 86          |             |             |             |  |   |             |       |       |       |       |       |       |  |
|  |                  |                        |                  |                    |                  | 1  | Real Madrid     | 99          | 90          | 84          | 86          |             |             |             |  |   |             |       |       |       |       |       |       |  |
|  |                  |                        | 4                | Unicaja Málaga     | 81               | 75 | 86              | 79          |             |             |             |             |             |             |  |   |             |       |       |       |       |       |       |  |
|  | 4                | Unicaja Málaga         | 4                | Unicaja Málaga     | 81               | 75 | 86              | 79          | 97          | 81          | 97          |             |             |             |  |   |             |       |       |       |       |       |       |  |
|  | 4                | Unicaja Málaga         |                  |                    |                  |    |                 |             |             |             |             |             |             |             |  |   |             |       |       |       |       |       |       |  |
|  | 5                | Barça                  | 101              | 59                 | 95               |    |                 |             |             |             |             |             |             |             |  |   |             |       |       |       |       |       |       |  |
|  | 5                | Barça                  | 101              | 59                 | 95               |    |                 |             |             |             |             |             |             |             |  | 1 | Real Madrid | 89    | 102   | 81    |       |       |       |  |
|  |                  |                        |                  |                    |                  |    |                 |             |             |             |             |             |             |             |  | 1 | Real Madrid | 89    | 102   | 81    |       |       |       |  |
|  |                  |                        | 2                | Valencia Basket    | 75               | 96 | 70              |             |             |             |             |             |             |             |  |   |             |       |       |       |       |       |       |  |
|  | 2                | Valencia Basket        | 2                | Valencia Basket    | 75               | 96 | 70              | 98          | 102         |             |             |             |             |             |  |   |             |       |       |       |       |       |       |  |
|  | 2                | Valencia Basket        |                  |                    |                  |    |                 |             |             |             |             |             |             |             |  |   |             |       |       |       |       |       |       |  |
|  | 7                | Dreamland Gran Canaria | 74               | 94                 |                  |    |                 |             |             |             |             |             |             |             |  |   |             |       |       |       |       |       |       |  |
|  | 7                | Dreamland Gran Canaria | 74               | 94                 |                  | 2  | Valencia Basket | 83          | 105         | 94          |             |             |             |             |  |   |             |       |       |       |       |       |       |  |
|  |                  |                        |                  |                    |                  | 2  | Valencia Basket | 83          | 105         | 94          |             |             |             |             |  |   |             |       |       |       |       |       |       |  |
|  |                  |                        | 3                | La Laguna Tenerife | 65               | 74 | 87              |             |             |             |             |             |             |             |  |   |             |       |       |       |       |       |       |  |
|  | 3                | La Laguna Tenerife     | 3                | La Laguna Tenerife | 65               | 74 | 87              | 96          | 80          |             |             |             |             |             |  |   |             |       |       |       |       |       |       |  |
|  | 3                | La Laguna Tenerife     |                  |                    |                  |    |                 |             |             |             |             |             |             |             |  |   |             |       |       |       |       |       |       |  |
|  | 6                | Joventut Badalona      | 81               | 60                 |                  |    |                 |             |             |             |             |             |             |             |  |   |             |       |       |       |       |       |       |  |
|  | 6                | Joventut Badalona      | 81               | 60                 |                  |    |                 |             |             |             |             |             |             |             |  |   |             |       |       |       |       |       |       |  |
|  |                  |                        |                  |                    |                  |    |                 |             |             |             |             |             |             |             |  |   |             |       |       |       |       |       |       |  |

## Galardones

### Jugador de la jornada
| Jornada | Jugador               | Equipo       | Val. | Ref.   |
| ------- | --------------------- | ------------ | ---- | ------ |
| 1       | Kassius Robertson     | Joventut     | 28   | [ 19 ] |
| 2       | Semi Ojeleye          | Valencia     | 28   | [ 20 ] |
| 2       | Džanan Musa           | Madrid       | 28   | [ 20 ] |
| 3       | Donta Hall            | Baskonia     | 45   | [ 21 ] |
| 4       | Jerrick Harding       | Andorra      | 35   | [ 22 ] |
| 5       | Ludde Håkanson        | Murcia       | 32   | [ 23 ] |
| 5       | Ben Lammers           | Andorra      | 32   | [ 23 ] |
| 6       | Jilson Bango          | Zaragoza     | 35   | [ 24 ] |
| 7       | Markus Howard         | Baskonia     | 35   | [ 25 ] |
| 8       | Tyson Carter          | Unicaja      | 30   | [ 26 ] |
| 9       | Trey Thompkins        | Coruña       | 36   | [ 27 ] |
| 10      | Jilson Bango (2)      | Zaragoza     | 34   | [ 28 ] |
| 10      | Chima Moneke          | Baskonia     | 34   | [ 28 ] |
| 11      | Jerrick Harding (2)   | Andorra      | 40   | [ 29 ] |
| 12      | Sam Dekker            | Joventut     | 35   | [ 30 ] |
| 13      | Jilson Bango (3)      | Zaragoza     | 34   | [ 31 ] |
| 13      | Rubén Domínguez       | Bilbao       | 34   | [ 31 ] |
| 14      | Justin Anderson       | Barça        | 29   | [ 32 ] |
| 15      | Džanan Musa (2)       | Madrid       | 38   | [ 33 ] |
| 16      | Dylan Ennis           | Murcia       | 30   | [ 34 ] |
| 16      | Jordan Sakho          | Breogán      | 30   | [ 34 ] |
| 16      | Juan Fernández        | Girona       | 30   | [ 34 ] |
| 17      | Chima Moneke (2)      | Baskonia     | 43   | [ 35 ] |
| 18      | Artem Pustovyi        | Joventut     | 30   | [ 36 ] |
| 19      | Caleb Homesley        | Gran Canaria | 32   | [ 37 ] |
| 20      | Mario Hezonja         | Madrid       | 33   | [ 38 ] |
| 21      | Amine Noua            | Granada      | 31   | [ 39 ] |
| 22      | Ante Tomić            | Joventut     | 31   | [ 40 ] |
| 23      | Jean Montero          | Valencia     | 44   | [ 41 ] |
| 24      | Giorgi Shermadini     | Tenerife     | 38   | [ 42 ] |
| 25      | Shannon Evans         | Andorra      | 33   | [ 43 ] |
| 26      | Giorgi Shermadini (2) | Tenerife     | 34   | [ 44 ] |
| 27      | Ante Tomić (2)        | Joventut     | 30   | [ 45 ] |
| 28      | Cameron Hunt          | Manresa      | 33   | [ 46 ] |
| 29      | Jean Montero (2)      | Valencia     | 43   | [ 47 ] |
| 30      | Devon Dotson          | Joventut     | 29   | [ 48 ] |
| 31      | Sekou Doumbouya       | Andorra      | 33   | [ 49 ] |
| 32      | Trae Bell-Haynes      | Zaragoza     | 40   | [ 50 ] |
| 33      | Artem Pustovyi        | Joventut     | 35   | [ 51 ] |
| 34      | Donta Hall (2)        | Baskonia     | 25   | [ 52 ] |

### Jugador del mes
| Mes       | Jornadas | Jugador            | Equipo              | Val. | G–P | Ref    |
| --------- | -------- | ------------------ | ------------------- | ---- | --- | ------ |
| Octubre   | 1–5      | Jerrick Harding    | MoraBanc Andorra    | 20,8 | 3–2 | [ 53 ] |
| Noviembre | 6–8      | Ante Tomić         | Joventut Badalona   | 24,0 | 1–2 | [ 54 ] |
| Diciembre | 9–13     | Jilson Bango       | Casademont Zaragoza | 23,4 | 4–1 | [ 55 ] |
| Enero     | 14–18    | Derrick Alston Jr. | Baxi Manresa        | 22,0 | 4–1 | [ 56 ] |
| Febrero   | 19–20    | Ante Tomić (2)     | Joventut Badalona   | 25,0 | 1–1 | [ 57 ] |
| Marzo     | 21–25    | Jean Montero       | Valencia Basket     | 27,5 | 4–0 | [ 58 ] |
| Abril     | 26–29    | Ante Tomić (3)     | Joventut Badalona   | 27,5 | 2–2 | [ 59 ] |